# جزایر آبخستی

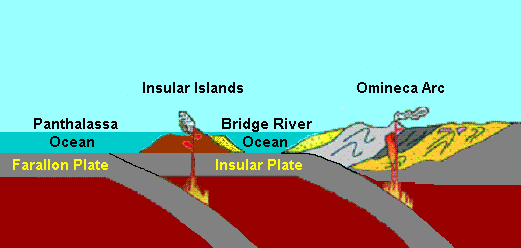
اقیانوس بریج ریور بین آمریکای شمالی و قوس‌های آتشفشانی اینسولار و امینکا

جزایر آبخستی (انگلیسی: Insular Islands) زنجیره‌ای گسترده از جزایر آتشفشانی بودند که به شکل یک قوس در جایی که اکنون اقیانوس آرام است، طی دوران‌های دیرینه‌زیستی و میانه‌زیستی شکل گرفتند. این جزایر بر اثر فرورانش و ذوب صفحه فارالون در امتداد یک قطعه (یا ریزصفحه) که به نام صفحه آبخستی شناخته می‌شود، به وجود آمدند. آن‌ها از سمت غرب توسط پانتالاسا و از سمت شرق توسط اقیانوس بریج ریور محدود شده بودند. این جزایر احتمالاً به صورت مجموعه‌ای از چندین زنجیره آتشفشانی نزدیک خط استوا، در نزدیکی خشکی‌های قاره‌ای، در حدود ۳۰۰ تا ۳۲۵ میلیون سال پیش، در دوره کربونیفر شکل گرفته‌اند.

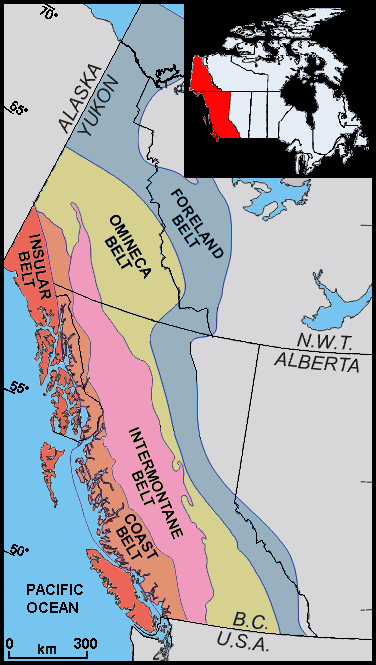
کمربندهای زمین‌شناسی غرب دور کانادا و جنوب شرق آلاسکا، شامل کمربند آبخستی (قرمز)

این زنجیره به‌طور مداوم در دوران میانه‌زیستی به سمت شمال حرکت کرد. حدود ۱۱۵ میلیون سال پیش در میانه کرتاسه، این جزایر سرانجام با صفحه آمریکای شمالی برخورد کرده و به آن متصل شدند. مانند جزایر میان‌کوهی که حدود ۶۰ میلیون سال قبل، فرایند الحاق قاره‌ای مشابهی را تجربه کرده بودند، جرم بزرگ این جزایر مانع از فرورانش آن‌ها به زیر صفحه آمریکای شمالی شد. این برخورد شدید، فرایند فرورانش که فعالیت آتشفشانی در قوس امینکا را تأمین می‌کرد، متوقف کرده و اقیانوس بریج ریور را بست. فرایند فرورانش به سمت غرب و به گودال فارالون منتقل شد و فعالیت آتشفشانی جدیدی ایجاد کرد که منجر به شکل‌گیری قوس کوهستانی ساحلی شد.
سنگ‌های جزایر آبخستی اکنون بخش‌های گسترده‌ای از ساحل غربی‌ترین بخش صفحه آمریکای شمالی را تشکیل می‌دهند. این شامل کوه‌های آبخستی در جنوب شرق آلاسکا، هایدا گوای و جزیره ونکوور و همچنین مناطق غرق‌شده‌ای از کمربند آبخستی بزرگ‌تر می‌شود که سنگ‌های شکل‌گرفته در کف اقیانوس بریج ریور را در بر می‌گیرد. این گستره تا کسکیدز شمالی در ایالت واشینگتن  و شاید حتی تا کوه‌های والوا در شمال شرق اورگان که ممکن است قطعه‌ای جابه‌جا شده از کمربند آبخستی باشد، ادامه دارد. «درز» در حاشیه قاره‌ای سابق اکنون یک گسل بزرگ با جهت شمال غربی در کسکیدز شمالی است که به نام گسل دریاچه راس شناخته می‌شود و عرضی ۱۰ کیلومتری و طولی ۵۰۰ کیلومتری دارد.